# Renzo Martinelli
Renzo Martinelli (* 1948 in Cesano Maderno) ist ein italienischer Filmregisseur.

## Leben
Martinelli diplomierte an der Libera Università di Lingue e Comunicazione IULM in Fremdsprachen begann seine Tätigkeit in der Werbebranche und für zahlreiche Videoclips. 1994 legte er sein Kinodebüt vor, das das Thema Rassismus behandelte. Porzûs erzählte 1997 eine Geschichte aus dem Partisanen-Milieu; mit dem 2001 erschienenen Vajont, der ein Ereignis aus dem Italien von 1963 behandelte, verwirrte er die Kritiker, gewann aber einen italienischen „Golden Globe“ und einen David di Donatello. Auch weiterhin blieb er in seinen eigenen Filmen sozialen Themen treu (Piazza delle Cinque Lune (2003), Il mercante di pietre (2006), Carnera - The Walking Mountain (2008), Barbarossa (2009)). Kritiker bemerken, seine Filme seien „als Arbeiten über Diskriminierung beinahe ideologische Manifeste“. Daneben schrieb er einige Drehbücher für Kollegen.

## Filmografie (Auswahl)
- 1994: Sarahsara (Sarahsara)
- 1997: Kidnapping – Ein Vater schlägt zurück (Kidnapping – La sfida) (nur Drehbuch)
- 1997: Porzûs
- 2001: Vajont
- 2003: Der Tag, als Aldo Moro starb (Piazza delle Cinque Lune)
- 2006: Stone Merchant – Händler des Todes (Il mercante di pietre)
- 2008: Carnera – The Walking Mountain
- 2009: Barbarossa
- 2012: Die Belagerung (The Day of the Siege: September Eleven 1683)